# Тинтин и Пикаросы
«Тинтин и Пикаросы» (фр. Tintin et les Picaros) — двадцать третий альбом из серии «Приключения Тинтина» бельгийского карикатуриста Эрже. Является последним завершённым комиксом серии. Публиковался еженедельно в журнале Tintin с 16 сентября 1975 года по 13 апреля 1976 года, а затем был опубликован в сборнике Casterman в 1976 году.

## Сюжет
Сюжет рассказывает о молодом репортёре Тинтине, собаке Милу и его друзьях капитане Хэддоке и профессоре Турнесоле, которые отправляются в вымышленную южноамериканскую страну Сан-Теодорос, чтобы спасти свою подругу Бьянку Кастафиоре, заключённую в тюрьму правительством генерала Тапиоки. Оказавшись там, они присоединяются к антиправительственной революционной деятельности старого друга Тинтина генерала Алькасара.

## Работа над альбомом
Эрже начал работу над «Тинтином и Пикаросами» через восемь лет после завершения предыдущего тома серии, «Рейс 714 в Сидней», создав его с помощью своей команды художников в «Студиях Эрже».

## Приём
Биограф Эрже Бенуа Петерс считал, что в этой истории персонажи были «более пассивными, чем в предыдущих приключениях, они скорее подчинялись событиям, чем сами их провоцировали, и это особенно заметно в случае с самим Тинтином».